# Никшићи
Никшићи су насељено мјесто града Врбовског, у Горском котару, у Приморско-горанској жупанији, Република Хрватска.

## Географија
Никшићи се налазе око 10 км сјеверозападно од Врбовског.

## Становништво
Према попису становништва из 2011. године, насеље Никшићи је имало 30 становника.
| Националност       | 1991. | 1981. | 1971. | 1961. |
| Срби               | 32    | 20    | 37    | 56    |
| Југословени        |       | 5     | 2     | 1     |
| Хрвати             |       |       |       | 6     |
| остали и непознато | 1     | 1     |       |       |
| Укупно             | 33    | 26    | 39    | 63    |

| Демографија | Демографија | Демографија |
| Година      | Становника  | Становника  |
| ----------- | ----------- | ----------- |
| 1961.       | 63          |             |
| 1971.       | 39          |             |
| 1981.       | 26          |             |
| 1991.       | 33          |             |
| 2001.       | 41          |             |
| 2011.       |             | 30          |